# Rete tranviaria di Dnipro
La rete tranviaria di Dnipro è la rete tranviaria che serve la città ucraina di Dnipro.